# 1944-es finn labdarúgó-bajnokság (első osztály)
Az 1944-es finn labdarúgó-bajnokság (Mestaruussarja) a finn labdarúgó-bajnokság legmagasabb osztályának tizennegyedik alkalommal megrendezett bajnoki éve volt. A pontvadászat 8 csapat részvételével zajlott. A bajnokságot VIFK Vaasa csapata nyerte.

## Bajnokság végeredménye
| # | Csapat         | M | Gy | D | V | RG | KG | Pont |
| - | -------------- | - | -- | - | - | -- | -- | ---- |
| 1 | VIFK Vaasa (B) | 7 | 4  | 1 | 2 | 17 | 14 | 9    |
| 2 | TPS Turku      | 7 | 4  | 1 | 2 | 27 | 12 | 9    |
| 3 | Sudet Viipuri  | 7 | 4  | 1 | 2 | 12 | 11 | 9    |
| 4 | KIF Helsinki   | 7 | 3  | 2 | 2 | 15 | 12 | 8    |
| 5 | HIFK Helsinki  | 7 | 2  | 3 | 2 | 13 | 13 | 7    |
| 6 | VPS Vaasa      | 7 | 3  | 1 | 3 | 15 | 22 | 7    |
| 7 | HJK Helsinki   | 7 | 1  | 2 | 4 | 20 | 22 | 4    |
| 8 | KPT Kuopio     | 7 | 1  | 1 | 5 | 9  | 22 | 3    |

## Külső hivatkozások
- Hivatalos honlap (finnül)
- Finnország – Az első osztály tabelláinak listája az RSSSF-en (angolul)